# Willem Voogd
Willem Voogd (Amsterdam, 16 december 1988) is een Nederlands acteur.

## Levensloop
Hij is zoon van een verpleegkundige (moeder) en een documentaireregisseur (vader). 
Al tijdens zijn lagere school was hij op het podium te vinden. Hij begon in seizoen 1999/2000 met acteren als Oliver in de musical Oliver! van Joop van den Ende. Ook was hij te zien in de film Magonia uit 2001 van Ineke Smits. Tussen 2001 en 2007 doorliep hij de middelbare school aan het Montessori Lyceum Amsterdam . In 2002 had hij rollen in De afrekening en Oesters van Nam Kee. In 2005 speelde hij in de juniorvoorstelling Ja, ik wil! van Toneelgroep Amsterdam. In 2007 had hij een hoofdrol in de jeugdfilm Timboektoe, waarin hij "Jules" speelde.
Na de middelbare school maakte hij vervolgens een onverwachte stap naar de toneelschool, alhoewel naast de vakken wiskunde en natuurkunde zijn lievelingsvak drama was.  Tussen 2008 en 2012 studeerde hij aan de Toneelacademie Maastricht, maar had tweemaal een valse start omdat hij niet overweg kon met zijn docent en omgekeerd.   Ook tijdens die opleiding was hij actief.
In het voorjaar van 2011 speelde hij in No one sees the video (Martin Crimp). Hierin speelde hij onder meer met Reinout Scholten van Aschat, Ludwig Bindervoet en Mattias Van de Vijver. In de zomer van 2011 speelde hij met Jord Knotter en Mandela Wee Wee onder regie van Vanja Rukavina in Little Pocket Mice op theaterfestival De Parade in Amsterdam.
In 2013 schreef en speelde hij samen met theatermaker Ralph Kooijman aan een muzikale voorstelling voor Theater Pavlov. De voorstelling A Change is Gonna Come gaat over het leven van soullegende Sam Cooke en de Amerikaanse burgerrechtenbeweging in de jaren 50. Hiervoor volgde hij zanglessen.
In 2012 had Voogd de hoofdrol in de film Mees Kees. Hij was vanaf 11 december 2013 te zien in het vervolg Mees Kees op kamp en vanaf 3 december 2014 in het derde deel Mees Kees op de planken. Na het verschijnen van de derde film kondigde Voogd aan dat dit zijn laatste film als Mees Kees was. Zijn opvolger in Mees Kees langs de lijn was Leendert de Ridder. Nadat hij die filmserie verliet zou hij jaren last hebben van het Swiebertje-effect; hij werd steeds gevraagd voor soortgelijke rollen. 
In 2018/2019 speelde hij de rol van schilder Johan in Van de koele meren des doods, naar de gelijknamige roman van Frederik van Eeden. 
Naast films acteerde Voogd ook in diverse televisieseries, zoals Samen, SpangaS en We gaan nog niet naar huis. 
In 2023 was Voogd een van de deelnemers aan het 23e seizoen van het RTL 4-programma Expeditie Robinson, hij behaalde de finale die hij uiteindelijk wist te winnen. Datzelfde jaar staat hij vanaf 26 oktober op de podia met een toneelversie van Baba, een voortvloeisel uit zijn in 2021 gemaakte podcast Baba over de reis die zijn grootmoeder Tatjana Stojanova aflegde vanuit Odessa naar Velsen, op zoek naar haar toekomstige man Alexis Voogd, docent Russisch aan de Universiteit van Amsterdam. Hij speelt daarin zijn eigen opa, tegenspeelster is Evgenia Brendes zijn oma, die ook afstudeerde in het Russisch.  Het leverde hem ook een rol op in de film De dans van Natasja van Jos Stelling (2023 op Nederlands Film Festival). Ook nog in dat jaar is hij te zien in Gelukszoekers op Sumatra.

## Andere werkzaamheden
Voogd is hoofdcoach van een vrouwenvoetbalteam in Amsterdam en is spelletjesfanaat, zie bijvoorbeeld zijn deelname aan De slimste mens (2021), waarin hij finalist was, en zijn winnende deelnames aan Expeditie Robinson en Hunted VIPS. Tevens studeert hij Russisch.